# Llengües Vives
Llengües Vives é uma publicação bimestral que desde 1996 informa sobre a atualidade linguística do sudoeste europeu. Centra o seu interesse nas línguas galego-portuguesa, asturiana, basca, aragonesa, occitana, catalã e sarda. Coordena-se e edita-se a partir de Barcelona, e conta com sete correspondentes, um por cada língua. É uma publicação heptalíngue, já que cada seção está redigida na língua sobre a qual se fala.
Para além do editorial e de uma seção para cada língua, Llengües Vives tem uma agenda de atos, um vocabulário temático heptalíngue e um apartado para as opiniões dos leitores.
O número 71 de Llengües Vives (Março de 2009) será o último com versão em papel.

## Objetivos
Tem como objetivos:
1. Permitir a conexão e o conhecimento mútuo entre os sete domínios linguísticos minorizados do sudoeste da Europa.
2. Difundir o processo de normalização das sete línguas, de modo a que as experiências resultantes sejam aproveitadas em outros âmbitos linguísticos, facilitando o caminho à plena normalidade.
3. Denunciar as agressões sofridas em cada uma das comunidades por responsabilidade dos governos, partidos e entidades estatais.
4. Difundir as atividades do mundo cultural de cada âmbito.

## História
Em 1993, Frederic Perers, fundador e editor de Llengües Vives, visita pela primeira vez Euskal Herria e a Galiza, cuja atualidade linguística segue de perto. O trajeto para a nação galega leva-o a descobrir, por acaso, as línguas aragonesa e asturiana. De volta para casa e ante as dificuldades para conseguir informação continuada e atualizada destas línguas e também do ocitano esboça a criação de uma rede que reúna a militantes linguísticos dos seis territórios. Com este objetivo em 1994 funda a asociação L6, Acçom pro-Línguas e começa a estabelecer os primeiros contatos nos seis domínios linguísticos. Em 1995 L6 é inscrita no Registo de Associações da Generalitat de Catalunya com o número 16.616.
Os fins da entidade são:
1) Possibilitar o intercâmbio de opinões, experiências, estudos, documentação e tudo o que diz respeito às diversas línguas do sudoeste europeu entre os diferentes membros de cada comunidade linguística.
2) Conseguir concretizar projetos encaminhados para a difusão da realidade plurilingue do sudoeste europeu dentro e fora deste território.
3) Dar apoio a campanhas em prol da normalização do aragonês, asturiano, catalão, galego-portugués, ocitano e basco.
4) Dar apoio a campanhas a favor da oficialidade destas línguas na totalidade dos seus respetivos âmbitos geográficos.
Em 1996 membros do L6 participam ativamente em atos e manifestações que tiveram lugar na maioria dos seis domínios linguísticos: Corsa Aran per sa língua, Kilometroak, Día de les Lletres Asturianes, L’Aragonés en a carrera,…
O amplo território geográfico que abrange a associação dificulta enormemente a sua operatividade e a atividade da entidade acaba por se concretizar fundamentalmente na edição do boletim Llengües Vives. O número 0 da publicação edita-se em julho de 1996. Pensado como uma porta de entrada às seis línguas, aquele primeiro número conta com a participação dos filólogos Isaac Alonso Estraviz, Lourdes Álvarez, Francho Nagore e Jacme Taupiac.
Em 1997, L6 desloca-se a Arbona (Euskal Herria) e Turri (Sardinna) para participar em dous encontros de jovens de nações europeias sem Estado e com língua minorizada. Em Uesca (Aragon) L6 assiste ao primeiro encontro de estudos sobre a língua aragonesa.
Em 1998, Llengües Vives e o boletim Synergia impulsionam uma campanha para a modificação do artigo 2.º da Constituição francesa, que recebe o apoio da maioria das principais entidades ocitanas, bascas e catalãs. Coincidindo com o número 9, Llengües Vives edita um suplemento especial com motivo do segundo Dia Europeu das Línguas Minorizadas, que conta com a participação das principais autoridades normativas das seis línguas: Maria do Carmo Henríquez Salido (Presidenta da Associaçom Galega da Língua), Xosé Lluís García Arias (Presidente da Academia de la Llingua Asturiana), Jean Haritschelhar (Presidente de Euskaltzaindia), Francho Nagore (Presidente do Consello d’a Fabla Aragonesa), Joan Thomas (miembro do Institut d’Estudis Occitans), Joan Albert Argente (Presidente da Seção Filológica do Institut d’Estudis Catalans).
Em 1999, Llengües Vives participa nas jornadas das línguas de Aragon, organizadas pela associação Nogará.
Em 2000, Llengües Vives edita o "CD Llengües vives del terce mil·lenni", um trabalho discográfico editado com a colaboração de Esan Ozenki Records que recopila uma canção em cada uma das seis línguas. Participam os grupos Nenos da revolta (Galiza), Mus (Asturies), Kashbad (Euskal Herria), Mallacán (Aragon), Mescladissa (Occitània) e Tots sants (Països Catalans).
Em 2004 Llengües Vives lança uma campanha de promoção do Dia Europeu das Línguas (26 de setembro) instituído três anos antes pela UE com o objetivo de fomentar a aprendizagem de idiomas e a sensibilização da cidadania no âmbito da diversidade linguística e cultural do continente. Com a intenção de dotar de mais conteúdo este dia e, sobretudo, de possibilitar que o grande público também tenha acesso, polo menos uma vez ao/por ano, às línguas minorizadas do sudoeste europeu, o boletim propõe aos principais periódicos escritos nestas línguas que promovam esta jornada. Participam Les Noticies (Asturies), Avui (Països Catalans), Berria (Euskal Herria) e La Setmana (Occitània). A Nosa Terra (Galiza) participa de um jeito muito especial, incluindo o número 44 de Llengües Vives ao penúltimo número do mês de setembro (a tiragem do número 44 ultrapassa os 15 000 exemplares).
No ano de 2005 Llengües Vives repete a campanha do ano anterior, desta vez com a participação de La Setmana (Occitània) e Qriterio (Aragon). L’Avanç e El Punt (Països Catalans) participam com grande envolvimento, incluindo o número 50 de Llengües Vives os dias 16  e 26 de setembro respetivamente, convertendo-o no número mais difundido da história do boletim (30 000 exemplares). Aproveitando a ocasião da edição do número 50, Llengües Vives é convidado a falar sobre as línguas minoritárias nos programas "Si més no" y "Escolta la nit" de Catalunya Ràdio.
No 2006 Llengües Vives edita o cd Llengües Vives 1996-2006, um trabalho discográfico que celebra os dez anos da publicação. Participam os grupos Non residentz, Marful, Ecléctica Ensemble (Galiza); Mus, K-Nalón, Xera (Asturies), Fermin Muguruza, Sorkun, MAK (Euskal Herria); Mallacán, L'Orquestina del Fabirol, Eleutroxiloca (Aragon); Massilia Sound System, Mauresca, Gai Saber (Occitània); Sisa & La Verbena Galàctica, Joan Miquel Oliver, Niu (Països Catalans).
A partir do número 57 Llengües Vives tem correspondente na Sardenha e incorpora a língua sarda.